# Skýcov
Skýcov és un poble i municipi d'Eslovàquia que es troba a la regió de Nitra, al sud-oest del país. El 2011 tenia 1.031 habitants.

## Història
La primera menció escrita de la vila es remunta al 1293.

## Demografia
| Godina             | 1994 | 2004   | 2014   | 2024   |
| ------------------ | ---- | ------ | ------ | ------ |
| Nombre de persones | 1072 | 1037   | 981    | 936    |
| Diferència         |      | −3,26% | −5,40% | −4,58% |

| Godina             | 2023 | 2024   |
| ------------------ | ---- | ------ |
| Nombre de persones | 940  | 936    |
| Diferència         |      | −0,42% |